# Jeff Hartwig
Jeff Hartwig (* 25. září 1967, St. Louis, Missouri) je bývalý americký atlet, který se věnoval skoku o tyči.

## Kariéra
V roce 1996 reprezentoval na letních olympijských hrách v Atlantě, kde skončil na jedenáctém místě. O dva roky později získal zlatou medaili na hrách dobré vůle v New Yorku, kde vyhrál výkonem 601 cm. Na halovém MS 1999 v japonském Maebaši vybojoval stříbrnou medaili, když skočil 595 cm a prohrál jen s Francouzem Jeanem Galfionem, který překonal rovných šest metrů.
V roce 2002 vyhrál poslední Finále Grand Prix, které se uskutečnilo v Paříži. Na Mistrovství světa v atletice 2007 v japonské Ósace neprošel sítem kvalifikace. Zúčastnil se také světových šampionátu v Seville 1999 a v Paříži 2003, kde rovněž skončil v kvalifikaci. Jeho posledním velkým závodem byla účast na letních olympijských hrách v Pekingu v roce 2008, kde skočil v kvalifikaci 555 cm, což k postupu do finále nestačilo.

## Osobní rekordy
Je jedním ze šesti tyčkařů, který překonali šestimetrovou hranici v hale i pod širým nebem. Totéž dokázali v celé historii jen Sergej Bubka, Radion Gataullin, Maxim Tarasov, Steven Hooker a Renaud Lavillenie.
- hala – 602 cm – 10. března 2002, Sindelfingen - národní rekord
- venku – 603 cm – 14. června 2000, Jonesboro